# بولومتر

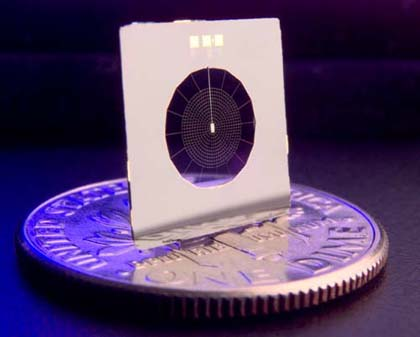
یک تَف‌سنج تارعنکبوتی برای تشخیص ریزموج‌های کیهانی پس زمینه

بولومتر دستگاهی برای اندازه‌گیری گرمای تابشی، با استفاده از ماده‌ای است که مقاومت الکتریکی وابسته به دما دارد. این وسیله در سال ۱۸۷۸ توسط ستاره‌شناس آمریکایی ساموئل پیرپونت لانگلی اختراع شد.